# Novecento, auf Wiedersehen e altri racconti
Novecento, auf Wiedersehen è un album di Eugenio Bennato pubblicato dall'etichetta discografica Bubble nel 1990.

## Tracce
Lato A
1. Donna contemporanea
2. Fine novecento
3. Venezia poi
4. Novecento auf Wiedersehen

Lato B
1. Le città di mare
2. Sentimento blues
3. Frammenti
4. C'è il sole
5. Racconti brevi e straordinari

## Formazione
- Eugenio Bennato - voce, chitarra
- Arnaldo Vacca - percussioni
- Angelo Cioffi - pianoforte
- Sabatino Romano - batteria
- Erasmo Petringa - contrabbasso
- Michele Signore - violino
- Marco Zurzolo - sax
- Ada Nazzaro, Pino Ingrosso, Daniela Quercia, Domenico Cioffi - cori